# Femića Krš
Femića Krš (en serbe cyrillique: Фемића Крш) est un village du nord-est du Monténégro, dans la municipalité de Bijelo Polje.

## Démographie

### Évolution historique de la population
| 1948 | 1953 | 1961 | 1971 | 1981 | 1991 | 2003 |
| ---- | ---- | ---- | ---- | ---- | ---- | ---- |
| 500  | 585  | 674  | 681  | 617  | 512  | 522  |